# Nicola Sansanelli
Nicola Sansanelli (Sant'Arcangelo, 5 marzo 1891 – Napoli, 18 agosto 1968) è stato un avvocato, militare e politico italiano, fu deputato del Regno e segretario ad interim del Partito Nazionale Fascista dal 4 novembre 1922 al 13 ottobre 1923.

## Biografia
Nacque a Sant’Arcangelo di Lucania, provincia di Potenza, il 5 marzo 1891, figlio dell'avvocato e notaio Michele e di Caterina Castronuovo. Dopo aver conseguito il diploma ginnasiale a Cava dei Tirreni, iniziò a studiare in giurisprudenza presso l'Università di Napoli, che interruppe con lo scoppio delle ostilità con l'Impero ottomano. Partito volontario per la Libia, assegnato con il grado di caporale maggiore ai bersaglieri fu decorato di una Medaglia di bronzo al valor militare durante la battaglia di Sciara Sciatt, combattuta il 23 ottobre 1911. Rientrato in Patria, riprese a studiare ottenendo la laurea in giurisprudenza poco prima dell'entrata in guerra del Regno d'Italia, avvenuta il 24 maggio 1915. Assegnato come sottotenente di complemento al I Battaglione del corpo dei bersaglieri, si distinse nel corso delle operazioni belliche, venendo più volte ferito e decorato con due Medaglie d'argento al valor militare, la Croce al merito di guerra e la promozione dapprima a tenente, e poi a capitano per merito di guerra. Dopo la guerra si dedicò alla professione forense, aderendo insieme ad altri commilitoni, tra cui Aurelio Padovani, al movimento fascista nel corso del 1920. Con Padovani, il 1 dicembre dello stesso anno, costituì il Fascio napoletano. e una volta entrato nel direttivo dell’Associazione nazionale combattenti, fu anche presidente della Fédération interalliée des anciens combattants (FIDAC). 
Fu membro dell’Associazione Nazionale Bersaglieri sezione di Napoli all’epoca intestata ad Aurelio Padovani ( fino al 1945) e fece parte del consiglio direttivo della sezione come consigliere nel 1936 

### Attività politica
Si iscrisse ai Fasci di combattimento il 1 dicembre 1920. e presiedette il Fascio di Napoli dal 1921 al 1922.
A livello nazionale fu, a partire dal novembre 1921, vice segretario del PNF, ma il suo incarico più importante fu quello di segretario generale ad interim del Partito Nazionale Fascista dal 1º novembre 1922 al 15 ottobre 1923.  Comandante delle legioni napoletane alla marcia su Roma, sempre nel 1923 fu investito della carica di commissario politico per la Basilicata, e l'anno successivo fu eletto deputato alla Camera nel listone fascista. Tra il 1925 e il 1926 ricoprì l'incarico di segretario federale di Potenza, e nel novembre del 1926, dopo la morte di Padovani, venne anche nominato federale della Federazione provinciale napoletana del PNF, che lasciò nel 1929. Appassionato di calcio, come tale, fu per breve tempo il secondo presidente dell'appena costituito A.C. Napoli, nel corso della stagione 1926/27: in seguito alle dimissioni del presidente Giorgio Ascarelli (11 novembre 1926), fu nominata una pentarchia in sua sostituzione, e alcuni giorni dopo, intorno al 18 novembre, Sansanelli accettò la carica di presidente del sodalizio partenopeo promettendo di rafforzare la squadra, all'epoca ultima in classifica, e farla rifiorire.
Nel 1928 era stato nominato direttore del quotidiano napoletano Il Mattino e l'anno dopo fu riconfermato deputato avviando la pubblicazione del periodico Italiani pel mondo, che però non riscosse grande successo e venne chiuso qualche tempo dopo. Nell’ottobre del 1930 si sposò con la signorina Maria Scafarelli, da cui ebbe una figlia, Livia, ma nel corso degli anni Trenta venne estromesso da tutti gli incarichi politici, ed allora cercò di entrare nel potere economico, assumendo dapprima la vicepresidenza della società Acqua del Serino e della Cosulich Società Triestina di Navigazione, a cui si aggiunse, nel 1931 la presidenza dell’Ente Autonomo Volturno.
Le scarse competenze nel mondo dell'economia gli impedirono di assumere ruoli significativi in questo settore, e la sua competenza del settore giuridico gli consentirono, a partire dal 1934, anno in cui fu promosso tenente colonnello di fanteria per meriti eccezionali, di condurre il sindacato fascista degli avvocati e procuratori di Napoli, venendo rieletto in quello stesso anno, per la terza volta, deputato. Non partecipò più ad attività parlamentari, dedicandosi solo alla sua attività lavorativa.
Nel 1939 divenne consigliere nazionale della Camera dei Fasci e delle Corporazioni .
Fu poi membro del Gran consiglio del fascismo e luogotenente generale della Milizia Volontaria Sicurezza Nazionale
Dopo la caduta del fascismo, e la firma dell'armistizio dell'8 settembre 1943 rimase a Napoli, e quando la città fu liberata dagli alleati a causa di una denuncia fu arrestato. Imprigionato nel carcere dell'isola di Procida fu sottoposto a processo da parte dell'Alta corte di giustizia per le sanzioni contro il fascismo nel giugno 1945 gli valse la condanna  a dieci anni di prigione, in seguito amnistiati.
Nel secondo dopoguerra, fu eletto consigliere comunale di Napoli nelle file dei monarchici di Achille Lauro, ricoprendo l'incarico di assessore al patrimonio, e fu anche brevemente sindaco della città dal 6 gennaio 1958 al 12 febbraio dello stesso anno. Rieletto fu assessore all'economia nel 1960.

### Attività professionale
Come avvocato esercitò, guadagnandosi fama e affidabilità, presso il Foro di Napoli, nel quale divenne - per nomina governativa - presidente del Direttorio del Sindacato Fascista degli Avvocati, incarico nel quale operò fra la metà degli anni trenta e la caduta del fascismo.
Durante questo periodo, seppure fascistissimo, si distinse in quanto "avvocato innanzitutto" nell'interpretazione benevola e restrittiva delle leggi razziali, cercando per quanto possibile di evitare l'epurazione degli avvocati ebrei, creando (solo in seguito alle pressioni del governo) un apposito "Albo degli avvocati discriminati", come stratagemma per evitare la cancellazione degli avvocati ebrei, col fine ulteriore di consentirgli la prosecuzione dell'esercizio della professione, giacché coloro i quali venivano iscritti in tale elenco - nonostante fossero discriminati - conservavano la possibilità di trattare certi tipi di cause. Sotto la sua gestione la prima espulsione di un avvocato ebreo dall'albo del Foro di Napoli avvenne solo nel 1942, addirittura quattro anni dopo l'entrata in vigore delle leggi razziali, quasi al crepuscolo del regime.

## Pubblicazioni
- Ventunora a Sant'Arcangelo, Casella, Napoli, 1946.
- Salamanca, nel volume collettaneo Fascismo. In occasione del congresso per il Mezzogiorno, Napoli, 1922, pp. 13-17.

### Annotazioni
1. ↑  La signora Caterina era cugina del maggiore Francesco De Rosa, decorato di Medaglia d'oro al valor militare.
2. ↑  Era entrato in aperto contrasto con l'Alto Commissario per la città e la provincia di Napoli Michele Guaccero Castelli.
3. ↑  Che era stato tolto, dopo una lunga vertenza, al controllo dei fratelli Scarfoglio.
4. ↑  Testimoniarono in suo favore esponenti antifascisti dell’avvocatura napoletana, tra cui Enrico Altavilla, Giovanni Porzio, Giovanni Lombardi, che parlarono del suo comportamento equanime nei confronti degli avversari politici. Una successiva sentenza della Corte di Cassazione lo assolse dall’accusa di arricchimento illecito.

### Fonti
1. 1 2  Alcalde 2017, p. 116.
2. 1 2 3 4 5 6 7 8 9 10 11 12 13 14  http://www.treccani.it/enciclopedia/nicola-sansanelli_(Dizionario-Biografico)/
3. ↑  Alcalde 2017, p. 184.
4. ↑  Parente, Gentile, Grillo 2005, p. 64.
5. 1 2 3  Nicola Sansanelli / Deputati / Camera dei deputati - Portale storico
6. 1 2  Parente, Gentile, Grillo 2005, p. 104.
7. ↑  Crescenzo Chiummariello, Franco Corradini, Dal Mandracchio al San Paolo - La storia del Napoli da Sallustro a Maradona, ed. Industrie Litografica Gamma s.r.l., 1963
8. ↑  Il Mezzogiorno del 12-13 novembre 1926.
9. ↑  Il Mezzogiorno del 19-20 novembre 1926.
10. ↑  Parente, Gentile, Grillo 2005, p. 102.
11. ↑  Nicola Sansanelli: XXX Legislatura del Regno d'Italia. Camera dei fasci e delle corporazioni / Deputati / Camera dei deputati - Portale storico
12. ↑  Missoni 1986, p. 272.
13. ↑  Gemito in mostra a Castel Capuano - Il Foro Napoletano protagonista: dalla reazione alla rinascita